# Lepturgantes seriatus
Lepturgantes seriatus là một loài bọ cánh cứng trong họ Cerambycidae.